# Mitteldeutsche Fußballmeisterschaft 1914/15
Die mitteldeutsche Fußballmeisterschaft 1914/15 des Verbandes Mitteldeutscher Ballspiel-Vereine (VMBV) war die 14. Spielzeit der mitteldeutschen Fußballmeisterschaft. Durch den Beginn des Ersten Weltkrieges kam der Spielbetrieb deutschlandweit 1914 vorerst zum Erliegen. Nachdem klar war, dass der Krieg länger andauern wird, wurde der Spielbetrieb langsam wieder aufgenommen. Eine Austragung der mitteldeutschen Fußballendrunde fand jedoch in dieser Spielzeit nicht statt. Auch die deutsche Fußballmeisterschaft wurde nicht ausgetragen.

## Modus
Der VMBV zählte zu Beginn des Krieges 440 Vereine mit rund 30.000 Personen angehören. Die Vereine waren in der Saison 1914/15 in 23 Bezirke (Gaue) unterteilt, in den meisten Gauen ruhte kriegsbedingt der Spielbetrieb oder es fanden nur Gesellschaftsspiele statt. In einigen Gauen gab es jedoch offizielle Kriegsmeisterschaften.
| Gau                 | Gaumeister                   |
| ------------------- | ---------------------------- |
| Altmark             | nicht überliefert            |
| Anhalt              | nicht überliefert            |
| Elbe/Elster         | kein Spielbetrieb            |
| Erzgebirge          | nicht beendet                |
| Glötzschtal         | kein Spielbetrieb            |
| Grafschaft Mansfeld | kein Spielbetrieb            |
| Harz                | nicht beendet                |
| Kyffhäuser          | kein Spielbetrieb            |
| Mittelelbe          | Magdeburger FC Viktoria 1896 |
| Mittelsachsen       | keine Kriegsmeisterschaft    |
| Nordthüringen       | keine Kriegsmeisterschaft    |
| Nordwestsachsen     | FC Sportfreunde Leipzig      |
| Oberlausitz         | SV Budissa Bautzen           |
| Ostsachsen          | BC Sportlust Dresden         |
| Ostthüringen        | nicht beendet                |
| Saale               | Sportfreunde Halle           |
| Saale-Elster        | nicht beendet                |
| Südthüringen        | kein Spielbetrieb            |
| Südwestsachsen      | Mittweidaer FC 1899          |
| Vogtland            | kein Spielbetrieb            |
| Wartburg            | nicht überliefert            |
| Westsachsen         | Glauchauer SV 07             |
| Westthüringen       | nicht beendet                |

## Gau Altmark
Die Ergebnisse eines Spielbetriebs in der 1. Klasse sind nicht überliefert. Gleichwohl gab es Spiel-Ansetzungen in der 2. und 3. Klasse, die 2. und 3. Mannschaften von Vereinen aus der letztjährigen 1. Klasse beinhalteten, so dass davon auszugehen ist, dass zumindest ein Spielbetrieb in der 1. Klasse geplant worden ist.

## Gau Anhalt
Die diesjährigen Teilnehmer der 1. Klasse waren: Dessauer SV 98, 1. SC 1900 Zerbst, Viktoria Zerbst, Dessauer FC 05, SV Germania Roßlau, SV Hertha Zerbst und FC Cöthen 02, wobei sich Cöthen 02 Ende Oktober 1914 zurückgezogen hatte. Es ist unbekannt, ob die Verbandsspiele zu Ende ausgetragen oder vorzeitig abgebrochen wurden.

## Gau Elbe-Elster
Im Gau Elbe-Elster wurden in dieser Spielzeit kriegsbedingt keine Verbandsspiele ausgetragen.

## Gau Erzgebirge
Die Ligen-Einteilung für die Verbandsspiele und die Terminierung wurden bereits im Frühjahr 1914 festgelegt, da im Gau Erzgebirge im Frühjahr-Herbst-Rhythmus gespielt wurde. Daher begannen die Verbandsspiele bereits im Mai 1914, wurden nach Ausbruch des Ersten Weltkrieges jedoch nicht beendet.

### Ostkreis
| Pl. | Verein                          | Sp. | S | U | N | Tore    | Quote | Punkte |
| --- | ------------------------------- | --- | - | - | - | ------- | ----- | ------ |
| 1.  | BV 08 Thum                      | 5   | 5 | 0 | 0 | 026:500 | 5,20  | 10:0   |
| 2.  | VfB 1912 Geyer                  | 4   | 2 | 0 | 2 | 012:120 | 1,00  | 04:40  |
| 3.  | FC Sturmvogel Ehrenfriedersdorf | 2   | 1 | 0 | 1 | 005:500 | 1,00  | 02:20  |
| 4.  | VfB 09 Annaberg (N)             | 4   | 1 | 0 | 3 | 012:120 | 1,00  | 02:60  |
| 5.  | SpC Sparta Herold (N)           | 3   | 0 | 0 | 3 | 004:250 | 0,16  | 0:60   |

| (N) | Aufsteiger |

### Westkreis
| Pl. | Verein                      | Sp. | S | U | N | Tore    | Quote | Punkte |
| --- | --------------------------- | --- | - | - | - | ------- | ----- | ------ |
| 1.  | BC S.Vg. Niederschlema 1912 | 3   | 2 | 0 | 1 | 008:500 | 1,60  | 04:20  |
| 2.  | Concordia Schneeberg (M)    | 2   | 1 | 0 | 1 | 002:200 | 1,00  | 02:20  |
| 3.  | FC Alemannia Aue            | 2   | 1 | 0 | 1 | 006:500 | 1,20  | 02:20  |
| 4.  | BC Olympia Grünhain (N)     | 2   | 1 | 0 | 1 | 002:400 | 0,50  | 02:20  |
| 5.  | FC Sturm Beierfeld (N)      | 1   | 0 | 0 | 1 | 001:300 | 0,33  | 0:20   |

| (M) | Titelverteidiger Erzgebirge |
| (N) | Aufsteiger                  |

## Gau Göltzschtal
Im Gau Göltzschtal wurden in dieser Spielzeit kriegsbedingt keine Verbandsspiele ausgetragen.

## Gau Grafschaft Mansfeld
Die Ligeneinteilung wurde bereits im Juli 1914 absolviert, in der 1. Klasse sollten folgende Vereine spielen: VfB Eisleben, FC Helvetia Eisleben, FC Adler Eisleben, FC Hohenzollern Helfta und BC Creisfeld. Zu einer Austragung der Spielrunden kam es nicht.

## Gau Harz
Im Gau Harz gab es anstatt des normalen Spielbetriebes so genannte Rot-Kreuz-Spiele. Da sich sämtliche Mannschaften im Laufe der Spielzeit zurückgezogen hatten, wurden die Rot-Kreuz-Spiele abgebrochen.

### Kreis A
| Pl. | Verein                      | Sp. | S | U | N | Tore    | Quote | Punkte |
| --- | --------------------------- | --- | - | - | - | ------- | ----- | ------ |
| 1.  | FC Germania Halberstadt (M) | 4   | 3 | 1 | 0 | 012:400 | 3,00  | 07:10  |
| 2.  | FC Askania Aschersleben     | 2   | 1 | 0 | 1 | 007:300 | 2,33  | 02:20  |
| 3.  | FC Burgund Halberstadt      | 4   | 1 | 0 | 3 | 008:140 | 0,57  | 02:60  |
| 4.  | FC Britannia Aschersleben   | 2   | 0 | 1 | 1 | 002:800 | 0,25  | 01:30  |

| (M) | Titelverteidiger Harz |

### Kreis B
| Pl. | Verein                    | Sp. | S | U | N | Tore    | Quote | Punkte |
| --- | ------------------------- | --- | - | - | - | ------- | ----- | ------ |
| 1.  | FC Askania Halberstadt    | 2   | 1 | 1 | 0 | 001:100 | 1,00  | 03:10  |
| 2.  | SC 1910 Halberstadt       | 1   | 0 | 1 | 0 | 001:100 | 1,00  | 01:10  |
| 3.  | FC Viktoria Thale         | 1   | 0 | 0 | 1 | 000:000 | 1,00  | 0:20   |
| 4.  | FC Viktoria Wernigerode a | 0   | 0 | 0 | 0 | 000:000 | 1,00  | 0:0    |

## Gau Kyffhäuser
In die 1. Klasse des Gaues Kyffhäuser wurden die Mannschaften SV Wacker Mars Nordhausen, FC Viktoria Nordhausen, FV Hohenzollern Nordhausen (Umbenennung von FC Britannia Nordhausen) und SpVgg Preußen Nordhausen. Es ist nicht überliefert, ob die Verbandsmeisterschaft ausgetragen wurde.

## Gau Mittelelbe
Im Gau Mittelelbe fand Ende 1914 eine Rot-Kreuz-Runde statt. Im Frühjahr 1915 erfolgte die Austragung der Kriegs-Spielserie. Alle spielfähigen Mannschaften des Gaues wurden in die 1. Klasse versetzt. Die Spiele in dieser Saison wurden allesamt jedoch nicht als Verbands-Meisterschaftsspiele des Gaues Mittelelbe gewertet.
| Pl. | Verein                                   | Sp. | S | U | N  | Tore    | Quote | Punkte |
| --- | ---------------------------------------- | --- | - | - | -- | ------- | ----- | ------ |
| 1.  | Magdeburger FC Viktoria 1896             | 11  | 7 | 3 | 1  | 073:180 | 4,06  | 17:50  |
| 2.  | Magdeburger SC                           | 10  | 8 | 1 | 1  | 028:120 | 2,33  | 17:30  |
| 3.  | Magdeburger SC Preussen                  | 10  | 8 | 0 | 2  | 050:120 | 4,17  | 16:40  |
| 4.  | MFC Komet 1908 Magdeburg (N)             | 11  | 6 | 0 | 5  | 009:400 | 0,23  | 12:10  |
| 5.  | SC Schönebecker Germania (N)             | 8   | 5 | 0 | 3  | 002:120 | 0,17  | 10:60  |
| 6.  | FC Weitstoß Magdeburg                    | 9   | 5 | 0 | 4  | 028:600 | 4,67  | 10:80  |
| 7.  | SpVgg Magdeburg (N)                      | 11  | 5 | 0 | 6  | 038:130 | 2,92  | 10:12  |
| 8.  | FC Weitstoß Schönebeck (N)               | 12  | 5 | 0 | 7  | 026:350 | 0,74  | 10:14  |
| 9.  | FuCC Cricket-Viktoria 1897 Magdeburg (M) | 9   | 3 | 1 | 5  | 023:180 | 1,28  | 07:11  |
| 10. | Burger BC Hohenzollern (N)               | 8   | 2 | 0 | 6  | 003:260 | 0,12  | 04:12  |
| 11. | FC Eintracht Magdeburg (N)               | 11  | 2 | 0 | 9  | 008:270 | 0,30  | 04:18  |
| 12. | Germania 1907 Calbe (N)                  | 7   | 1 | 0 | 6  | 011:570 | 0,19  | 02:12  |
| 13. | SC Nordfront 1908 Magdeburg (N)          | 10  | 0 | 0 | 10 | 000:230 | 0,00  | 0:20   |

| (M) | Titelverteidiger Mittelelbe |
| (N) | Aufsteiger                  |

Entscheidungsspiel Platz 1
| Datum         |                              | Ergebnis  |                |
| ------------- | ---------------------------- | --------- | -------------- |
| 27. Juni 1915 | Magdeburger FC Viktoria 1896 | 2:1 n. V. | Magdeburger SC |

## Gau Mittelsachsen
Am 24. Januar 1915 wurde beschlossen, keine Kriegsmeisterschaft auszutragen. Es wurde den Vereinen empfohlen, stattdessen Gemeinschaftsspiele auszutragen. Es gab Mitte 1915 eine Rot-Kreuz-Runde, die der Döbelner SC 02 gewann.

## Gau Nordthüringen
Am 14. Oktober 1914 wurde von den Vereinsvertretern beschlossen, dass Verbandsspiele bis auf weitere ausfallen sollen. An deren Stelle traten Gauspiele ohne Punktewertung. In der 1. Klasse nahmen folgende Vereine teil: SC Erfurt, SV 01 Gotha (wechselte zur kommenden Spielzeit in den Gau Wartburg), SpVgg Erfurt, FC Borussia Erfurt, FC Saxonia Erfurt, Sp.Abt. des MTV 1897 Erfurt und VfB Erfurt (Anschluss von FC Britannia Erfurt).

## Gau Nordwestsachsen
Im Gau Nordwestsachsen fanden ab 20. September 1914 bis 14. Februar 1915 Herbstmeisterschaften in mehreren Klassen statt, die jedoch nur als Wohltätigkeitsspiele galten. Die Kriegsmeisterschaft startete am 21. Februar 1915 und endete am 27. Juni 1915. Es wurde in einer Einfachrunde auf neutralen Plätzen gespielt.
| Pl. | Verein                          | Sp. | S | U | N | Tore    | Quote | Punkte |
| --- | ------------------------------- | --- | - | - | - | ------- | ----- | ------ |
| 1.  | FC Sportfreunde Leipzig         | 7   | 4 | 3 | 0 | 018:900 | 2,00  | 11:30  |
| 2.  | FC Eintracht Leipzig            | 7   | 5 | 1 | 1 | 018:800 | 2,25  | 11:30  |
| 3.  | Wacker Leipzig                  | 7   | 4 | 1 | 2 | 007:800 | 0,88  | 09:50  |
| 4.  | BV Olympia Leipzig              | 7   | 3 | 2 | 2 | 014:120 | 1,17  | 08:60  |
| 5.  | SpVgg 1899 Leipzig-Lindenau (M) | 7   | 2 | 3 | 2 | 015:150 | 1,00  | 07:70  |
| 6.  | VfB Leipzig                     | 7   | 2 | 1 | 4 | 009:900 | 1,00  | 05:90  |
| 7.  | FC Fortuna Leipzig              | 7   | 2 | 0 | 5 | 008:230 | 0,35  | 04:10  |
| 8.  | Leipziger BC 1893               | 7   | 0 | 1 | 6 | 001:600 | 0,17  | 01:13  |

| (M) | Titelverteidiger Nordwestsachsen |

Entscheidungsspiel Platz 1
| Datum         |                         | Ergebnis |                      | Ort                   |
| ------------- | ----------------------- | -------- | -------------------- | --------------------- |
| 20. Juni 1915 | FC Sportfreunde Leipzig | 4:0      | SV Eintracht Leipzig | Wacker-Platz, Leipzig |

## Gau Oberlausitz
An der 1. Klasse Oberlausitz nahmen nur Budissa Bautzen und Union Görlitz (vermutlich Wechsel aus dem SOFV) teil. Die Spiele wurden am 18. April und 25. April 1915 ausgetragen. Zu dem gab es bereits 1914 Gesellschaftsspiele.
| Pl. | Verein                 | Sp. | S | U | N | Tore    | Quote | Punkte |
| --- | ---------------------- | --- | - | - | - | ------- | ----- | ------ |
| 1.  | SV Budissa Bautzen (M) | 2   | 2 | 0 | 0 | 016:600 | 2,67  | 04:0   |
| 2.  | SC Union Görlitz       | 2   | 0 | 0 | 2 | 006:160 | 0,38  | 0:40   |

| (M) | Titelverteidiger Oberlausitz |

## Gau Ostsachsen
Es wurde beschlossen, die Spiele der 1. Klasse um einen Eisernen Pokal auszutragen.
| Pl. | Verein                      | Sp. | S  | U | N  | Tore    | Quote | Punkte |
| --- | --------------------------- | --- | -- | - | -- | ------- | ----- | ------ |
| 1.  | BC Sportlust Dresden        | 18  | 15 | 1 | 2  | 067:190 | 3,53  | 31:50  |
| 2.  | VfR Habsburg Dresden        | 18  | 14 | 0 | 4  | 071:340 | 2,09  | 28:80  |
| 3.  | SV Dresdner Fußballring (M) | 18  | 12 | 0 | 6  | 039:410 | 0,95  | 24:12  |
| 4.  | Dresdner SC                 | 18  | 10 | 2 | 6  | 065:370 | 1,76  | 22:14  |
| 5.  | FC Brandenburg Dresden      | 17  | 7  | 4 | 6  | 040:340 | 1,18  | 18:16  |
| 6.  | Guts Muts Dresden           | 17  | 7  | 0 | 10 | 041:470 | 0,87  | 14:20  |
| 7.  | VfB 1903 Dresden            | 18  | 6  | 2 | 10 | 038:480 | 0,79  | 14:22  |
| 8.  | FV Sachsen Dresden          | 18  | 6  | 0 | 12 | 032:460 | 0,70  | 12:24  |
| 9.  | SpVgg 1905 Dresden (N)      | 18  | 5  | 1 | 12 | 046:380 | 1,21  | 11:25  |
| 10. | Dresdner FC 1893            | 18  | 2  | 0 | 16 | 020:115 | 0,17  | 04:32  |
| 11. | Dresdner BC b (N)           | 0   | 0  | 0 | 0  | 000:000 | 1,00  | 0:0    |

| (M) | Titelverteidiger Ostsachsen |
| (N) | Aufsteiger                  |

## Gau Ostthüringen
Die 1. Klasse im Gau Ostthüringen wurde in vier Gruppen ausgespielt. Während in der Gruppe 1 Spiele überliefert sind (1. SC 1903 Weimar, 2. Vereinigte Turner Apolda, 3. BC Vimaria Weimar, 4. FC Preußen Apolda, 5. BC Apolda, 6. TV Apolda), sind aus der Gruppe 2 nur die Teilnehmer überliefert (Sp.Abt. der Turnerschaft Gera-Rubitz, FC Concordia Gera, SC Zwötzen, FC Thüringen Weida, SC 1904 Gera). Aus der Gruppe 3 ist nur die Teilnahme des FC Carl Zeiss Jena überliefert. Gruppe 4 sollte die Städte Neustadt/Orla, Saalfeld, Rudolstadt und Pößneck beinhalten, nachdem sich nur eine Mannschaft gemeldet hatte, kam in dieser Gruppe keine Meisterschaft zu Stande. Etwaige Entscheidungsspiele zwischen den Gruppensiegern fanden ebenfalls nicht statt.

## Gau Saale
| Pl. | Verein                   | Sp. | S  | U | N  | Tore    | Quote | Punkte |
| --- | ------------------------ | --- | -- | - | -- | ------- | ----- | ------ |
| 1.  | Sportfreunde Halle c     | 14  | 11 | 2 | 1  | 071:290 | 2,45  | 24:40  |
| 2.  | Hallescher FC 1896       | 14  | 10 | 1 | 3  | 031:240 | 1,29  | 21:70  |
| 3.  | FC Wacker Halle (M)      | 14  | 10 | 0 | 4  | 047:310 | 1,52  | 20:80  |
| 4.  | Borussia Halle           | 14  | 6  | 2 | 6  | 033:400 | 0,83  | 14:14  |
| 5.  | FV Favorit Diemitz (N)   | 14  | 5  | 2 | 7  | 030:410 | 0,73  | 12:16  |
| 6.  | FK Minerva Halle (N)     | 14  | 5  | 1 | 8  | 027:510 | 0,53  | 11:17  |
| 7.  | FC Preußen Merseburg (N) | 14  | 4  | 0 | 10 | 027:770 | 0,35  | 08:20  |
| 8.  | FC Hohenzollern Halle    | 14  | 0  | 2 | 12 | 049:220 | 2,23  | 02:26  |

| (M) | Titelverteidiger Saale |
| (N) | Aufsteiger             |

## Gau Saale-Elster
Im Gau Saale wurde im Februar 1915 begonnen, eine Meisterschaft auszutragen. Bereits Ende Februar 1915 wurde diese jedoch wieder abgebrochen. Teilnehmer waren: Zeitzer BC 03, SpVgg Zeitz 1910, FC Hohenzollern Weißenfels und FC Preußen Weißenfels. Im Juli 1915 wurde dann ein zweiter Versuch zur Austragung einer Meisterschaft gestartet, Teilnehmer waren neben den bereits in der ersten Meisterschaft angetretenene vier Vereinen der Naumburger SV Hohenzollern und die Sp.Abt. des TV Friesen Naumburg. Ob diese Runde zu Ende gespielt wurde, ist nicht überliefert.

## Gau Südthüringen
Im Gau Südthüringen fand in dieser Saison kein Spielbetrieb statt.

## Gau Südwestsachsen
Im Gau Südwestsachsen ist eine Spielrunde mit SV Sturm Chemnitz, Chemnitzer BC, FC Hellas Chemnitz und FC Hohenzollern Chemnitz (Umbenennung von Reunion Chemnitz)., die wahrscheinlich nicht zu Ende gespielt wurde. Laut zeitgenössischen Zeitungen wurde im Frühjahr 1915 eine Kriegsmeisterschaft ausgetragen. Ergebnisse dieser Runde sind nicht überliefert. Laut den Leipziger Neuesten Nachrichten und der Illustrierten Sportzeitung vom 29. November 1915 wurde der Mittweidaer FC 1899 zum Kriegsmeister des Gaues Südwestsachsen erklärt.

## Gau Vogtland
Die Ligeneinteilung und Terminierung der Hinrunde wurde bereits im Juli 1914 festgelegt, zur Austragung der 1. Klasse kam es aber kriegsbedingt nicht. Folgende Mannschaften sollten in der 1. Klasse starten: FV Konkordia Plauen, FC Apelles Plauen, 1. Vogtländischer FC Plauen, FV Wettin Plauen, Plauener BV 05 und SpVgg 1909 Plauen.

## Gau Wartburg
In einer Gauausschuss-Sitzung am 2. April 1915 wurde beschlossen, eine Kriegsmeisterschaft durchzuführen. Die Vereine sollten sich bis zum 25. April 1915 anmelden. Es konnte jedoch keinerlei Hinweise auf die Austragung der Verbandsspiele gefunden werden.

## Gau Westsachsen
Die ursprüngliche Austragung der 1. Klasse in drei Gruppen wurde nicht zu Ende gespielt. Ab Januar 1915 wurde dafür eine Kriegsmeisterschaft ausgespielt. Die Spiele Wacker Merane gegen Olympia Zwickau und FA Turnerschaft Meerane gegen Wacker Meerane wurden als Niederlage für beide Mannschaften gewertet.
| Pl. | Verein                            | Sp. | S  | U | N  | Tore    | Quote | Punkte |
| --- | --------------------------------- | --- | -- | - | -- | ------- | ----- | ------ |
| 1.  | Glauchauer SV 07 d                | 14  | 11 | 1 | 2  | 057:200 | 2,85  | 23:50  |
| 2.  | Crimmitschauer BC                 | 14  | 7  | 3 | 4  | 033:310 | 1,06  | 17:11  |
| 3.  | FC Olympia Zwickau e              | 14  | 8  | 1 | 5  | 023:280 | 0,82  | 17:11  |
| 4.  | FC Wacker Meerane (N)             | 14  | 7  | 1 | 6  | 040:430 | 0,93  | 15:13  |
| 5.  | FA der Turnerschaft Meerane f (N) | 14  | 6  | 1 | 7  | 035:340 | 1,03  | 13:15  |
| 6.  | FC 02 Schedewitz                  | 14  | 6  | 1 | 7  | 023:370 | 0,62  | 13:15  |
| 7.  | FC Sachsen 1906 Meerane f         | 14  | 4  | 2 | 8  | 027:420 | 0,64  | 10:18  |
| 8.  | Glauchauer Sportfreunde d (N)     | 14  | 0  | 0 | 14 | 011:140 | 0,79  | 0:28   |
| 9.  | Zwickauer SC g (M)                | 0   | 0  | 0 | 0  | 000:000 | 1,00  | 0:0    |
| 10. | FC Sturm Zwickau e (N)            | 0   | 0  | 0 | 0  | 000:000 | 1,00  | 0:0    |

| (M) | Titelverteidiger Westsachsen |
| (N) | Aufsteiger                   |

## Gau Westthüringen
Am 19. Juli 1914 besprachen die Vereine die Zusammenlegung der Gaue Südthüringen und Westthüringen, fanden jedoch noch keine Einigung. Die Entscheidung wurde auf den 8. August 1914 verschoben. Kriegsbedingt fand dieser Verbandstag nicht mehr statt, die Gaue verblieben wie bisher. Da der Gau Westthüringen seine Verbandsspiele im Frühjahr-Herbst-Rhythmus austrug, wurde bereits ab April 1914 in der 1. Klasse gespielt. Mit Ausbruch des Krieges wurde die Verbandsmeisterschaft aber abgebrochen.
| Pl. | Verein                                 | Sp. | S | U | N | Tore    | Quote | Punkte |
| --- | -------------------------------------- | --- | - | - | - | ------- | ----- | ------ |
| 1.  | Spielriege des TV 09 Mehlis (N)        | 6   | 5 | 0 | 1 | 020:400 | 5,00  | 10:20  |
| 2.  | Club Heiterkeit der Sp.Abt. Mehlis     | 4   | 3 | 0 | 1 | 021:800 | 2,63  | 06:20  |
| 3.  | FC Germania Mehlis                     | 6   | 3 | 0 | 3 | 017:700 | 2,43  | 06:60  |
| 4.  | Sp. Abt. Germania Zella St. Blasii (N) | 4   | 2 | 0 | 2 | 008:200 | 4,00  | 04:40  |
| 5.  | SC Meiningen 04 (M)                    | 4   | 2 | 0 | 2 | 010:170 | 0,59  | 04:40  |
| 6.  | FC Zella 05                            | 5   | 2 | 0 | 3 | 008:150 | 0,53  | 04:60  |
| 7.  | FC Preußen Suhl                        | 5   | 0 | 0 | 5 | 002:330 | 0,06  | 0:10   |

| (M) | Titelverteidiger Westthüringen |
| (N) | Aufsteiger                     |